# Mother Mother
Mother Mother és un grup de rock indie canadenc nascut a Quadra Island a la Colúmbia Britànica. La banda està formada per Ryan Guldemond a la guitarra i veu, Molly Guldemond i Jasmin Parkin a la veu i el teclat, Ali Siadat a la bateria i Mike Young al baix. El baixista Jeremy Page va deixar la banda el 2016.
El 2005, van publicar de manera independent el seu àlbum debut homònim sota el nom de banda Mother. Més tard van canviar el seu nom a Mother Mother i van tornar a publicar l'àlbum a Last Gang Records el 2008. Retitulada Touch Up, la reedició també va incloure diverses cançons noves.
El segon àlbum de la banda, O My Heart, va ser publicat el 16 de setembre de 2008; el seu tercer àlbum, Eureka, va ser publicat el 15 de març de 2011; el seu quart àlbum, The Sticks, va ser publicat el 18 de setembre de 2012; i el seu cinquè àlbum, Very Good Bad Thing es va publicar el 4 de novembre de 2014, amb un llançament a Amèrica del nord el 7 d'abril de 2015 a Def Jam Recordings. El seu sisè àlbum, No Culture, es va publicar el 10 de febrer de 2017, amb un altre llançament de Def Jam Recordings als Estats Units.
El seu setè àlbum, Dance and Cry, es va publicar el 2 de novembre de 2018. A finals de 2020, la música de la banda es va fer viral a TikTok, provocant un augment de reproduccions. El seu vuitè àlbum d'estudi, Inside, es va publicar el 25 de juny de 2021 amb Warner Brothers Music. El 28 de gener de 2022, la banda va publicar una versió deluxe d'Inside, que contenia 7 cançons noves.